# دورية علم السموم والصحة البيئية
دورية علم السموم والصحة البيئية هي دورية علمية متخصصة في مجال الصحة العامة وعلم السموم البيئية تصدر باللغة الإنجليزية. تأسست دورية علم السموم والصحة البيئية لأول مرة في عام 1975، وقُسّمت في عام 1998 إلى قسمين، يهتم القسم الاول بالقضايا الحالية، بينما يهتم القسم الثاني بالمراجعات النقدية. قُدر عامل تأثير القسم الاول من دورية علم السموم والصحة البيئية وفقًا لتقارير الاقتباس لعام 2012 بحوالي 1.733، بينما كان عامل تأثير القسم الثاني من دورية علم السموم والصحة البيئية لعام 2012 مُقدّرا بحوالي 3.896.

## روابط خارجية
- الموقع الرسمي للدورية